# Stazione di Roth
La stazione di Roth è una stazione ferroviaria che serve la città tedesca di Roth.